# Mönsheim

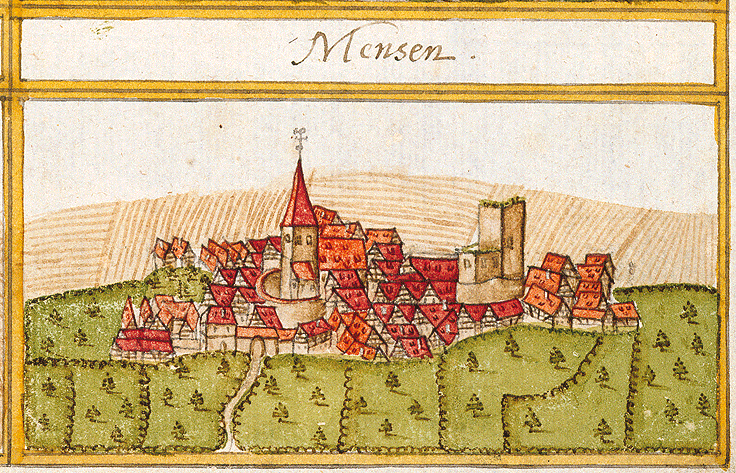
Mönsheim im Forstlagerbuch 1682 von Andreas Kieser

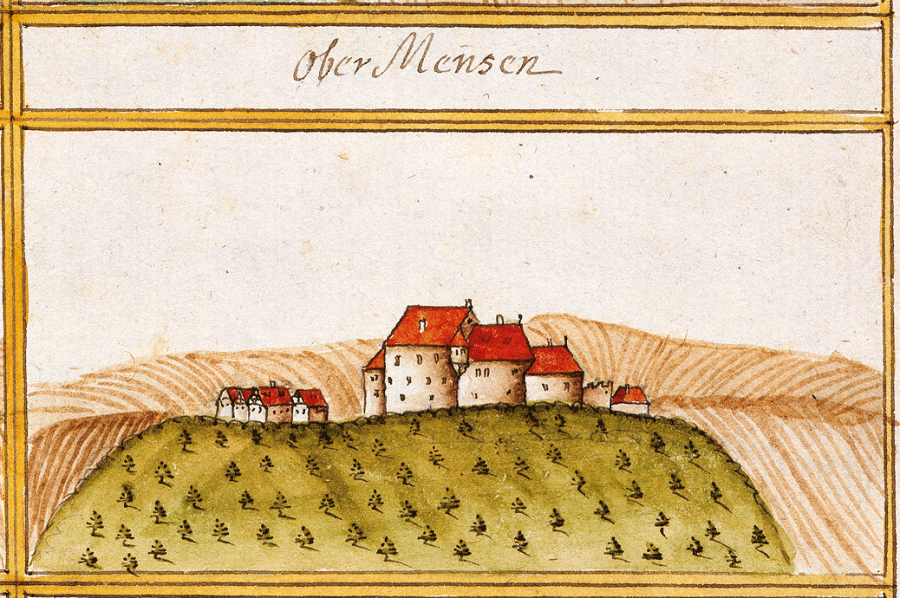
Obermönsheim im Forstlagerbuch 1682 von Andreas Kieser

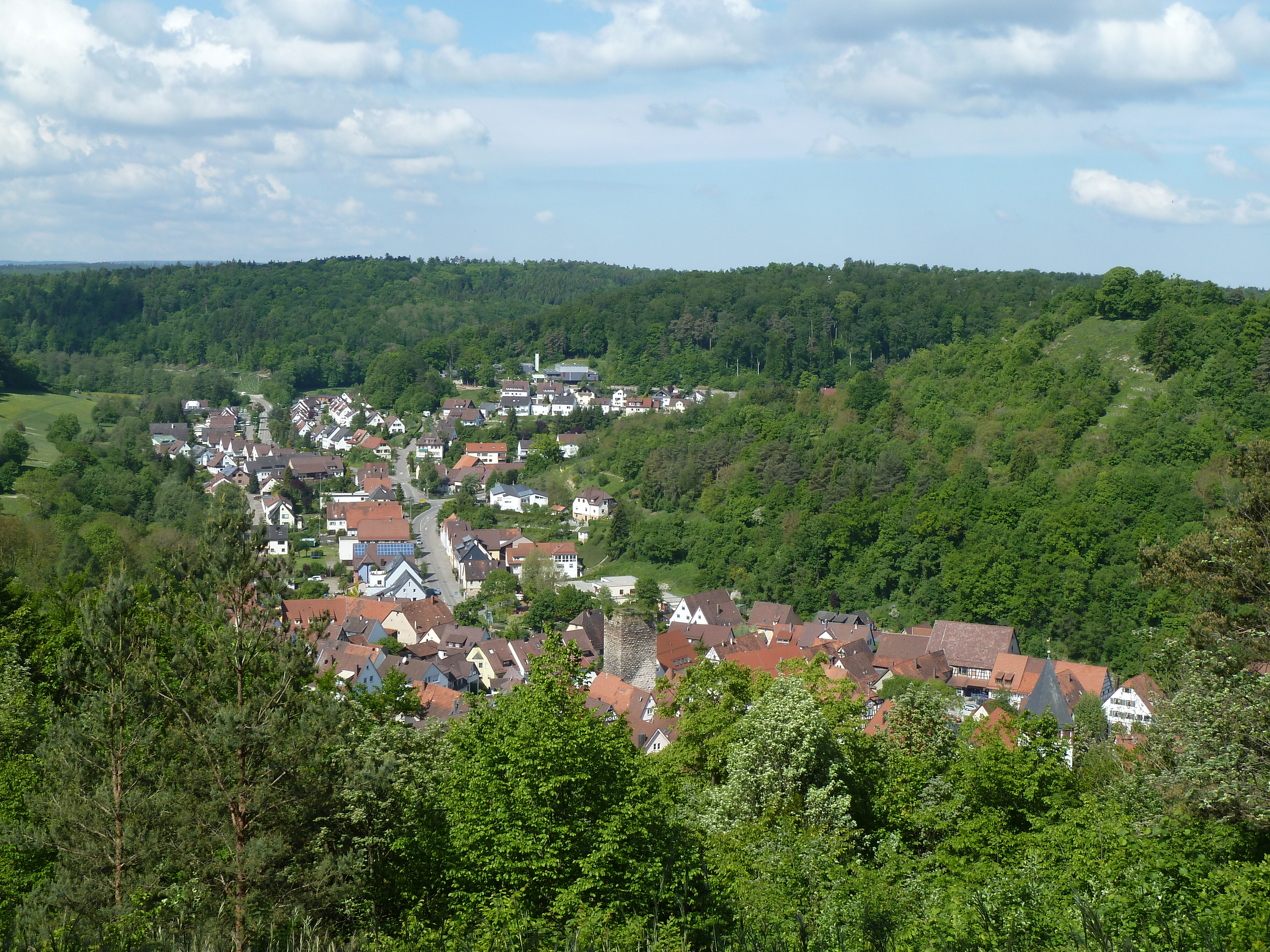
Blick auf Mönsheim.

Mönsheim ist eine Gemeinde im Enzkreis in Baden-Württemberg. Sie gehört zur Region Nordschwarzwald und zur Randzone der europäischen Metropolregion Stuttgart. Die Gemeinde liegt im Heckengäu, jeweils etwa 15 Kilometer von Pforzheim, Mühlacker und Leonberg entfernt.

## Gemeindegliederung
Zur Gemeinde Mönsheim gehören das Dorf Mönsheim, Schloss und Gehöft Obermönsheim und die Höfe Grenzbachhof und Lerchenhof. Im Gemeindegebiet liegt die Wüstung Friedrichshof.

## Geschichte

### Bis zum 19. Jahrhundert
Mönsheim wurde im Jahre 1140 erstmals urkundlich erwähnt. Während der Zeit der Stammesherzogtümer gehörte der Ort zum Herzogtum Franken. 1339 kam die Ortschaft durch Graf Ulrich III. an Württemberg. Nach einem kurzen Zwischenspiel, in der das Kloster Maulbronn seit 1411 die Herrschaft hatte, gehört der Ort seit 1442 endgültig zu Württemberg und wurde dem Amt Leonberg zugeordnet.
Eine Ausnahme bildete Obermönsheim – ein Schlossgut mit eigener Gemarkung im Südwesten des heutigen Gemeindegebiets von Mönsheim, auf der auch der Lerchenhof lag. Obermönsheim gehörte weder zu Mönsheim noch zu Württemberg, sondern zu Baden-Durlach, welches damit verschiedene Adelsfamilien belehnte. 1477 wurde Obermönsheim erstmals an die von Rieppur vergeben, in deren Besitz es dann 1584 bis 1782 dauerhaft blieb.
Die Diepoldsburg wurde während des Dreißigjährigen Krieges 1645 von französischen Truppen niedergebrannt, nur der ehemalige Bergfried blieb stehen.
Von 1787 bis 1918 war Obermönsheim im Besitz derer von Phull. Allerdings gingen alle staatlichen Rechte im Verlauf des 19. Jahrhunderts an das Königreich Württemberg über.

### Verwaltungszugehörigkeit
Nach der Umsetzung der neuen württembergischen Verwaltungsgliederung am Beginn des 19. Jahrhunderts blieb Mönsheim beim Oberamt Leonberg. Durch die Kreisreform während der NS-Zeit in Württemberg gelangte Mönsheim 1938 zum Landkreis Leonberg. Nach dem Ende des Zweiten Weltkriegs wurde die Gemeinde der amerikanischen Besatzungszone zugeschlagen und gehörte somit zum Nachkriegsland Württemberg-Baden, das 1952 im jetzigen Bundesland Baden-Württemberg aufging. Die Kreisreform von 1973  führte zur Zugehörigkeit zum Enzkreis.

### Einwohnerentwicklung
- 1645: 0286 Einwohner
- 1950: 1.200 Einwohner
- 1961: 1.497 Einwohner
- 1970: 1.974 Einwohner
- 1991: 2.496 Einwohner
- 1995: 2.469 Einwohner
- 2005: 2.792 Einwohner
- 2010: 2.680 Einwohner
- 2015: 2.783 Einwohner
- 2020: 2.903 Einwohner

## Politik

### Gemeinderat
Der Gemeinderat in Mönsheim besteht aus den 12 gewählten ehrenamtlichen Gemeinderäten und dem Bürgermeister als Vorsitzendem. Der Bürgermeister ist im Gemeinderat stimmberechtigt. Die Kommunalwahl am 9. Juni 2024 führte zu folgendem Ergebnis. Die Wahlbeteiligung lag bei 68,74 % (2019: 63,4 %).
| Partei / Liste                          | Stimmenanteil 2024 | Sitze | Ergebnis 2019    |
| Freie Wähler (FWG)                      | 41,75 %            | 5     | 57,0 %, 7 Sitze  |
| Unabhängige Bürgerliste Mönsheim (UBLM) | 30,61 %            | 4     | 43,0 %, 5 Sitze  |
| Mönsheimer Liste (ML)                   | 27,64 %            | 3     | nicht angetreten |

### Bürgermeister
Seit dem 19. August 2022 ist Michael Maurer Bürgermeister der Gemeinde. Er wurde am 22. Mai 2022 mit 57 Prozent der Stimmen zum Bürgermeister gewählt.
Maurer geriet unmittelbar nach seiner Wahl wegen Unstimmigkeiten bei seiner Berufsangabe im Wahlkampf und auf dem Stimmzettel in Bedrängnis. Das Landratsamt hielt aber an der Gültigkeit der Wahl fest.
Maurer folgte damit auf Thomas Fritsch, der zwischen 1998 und 2022 Bürgermeister von Mönsheim war. Bei der Bürgermeisterwahl 2022 trat Fritsch nicht erneut an. Fritsch wiederum folgte auf Werner Dangel, der zwischen 1974 und 1998 Bürgermeister war.

### Wappen
Blasonierung: „In Rot wachsend auf grünem Dreiberg ein schwarzgefugter, dreizinniger, silberner Turm mit konisch ausgestelltem Sockel, silbern geschindeltem und beknauftem Zeltdach, pfahlweise schwarzer Tür und Fenster.“

## Bildung

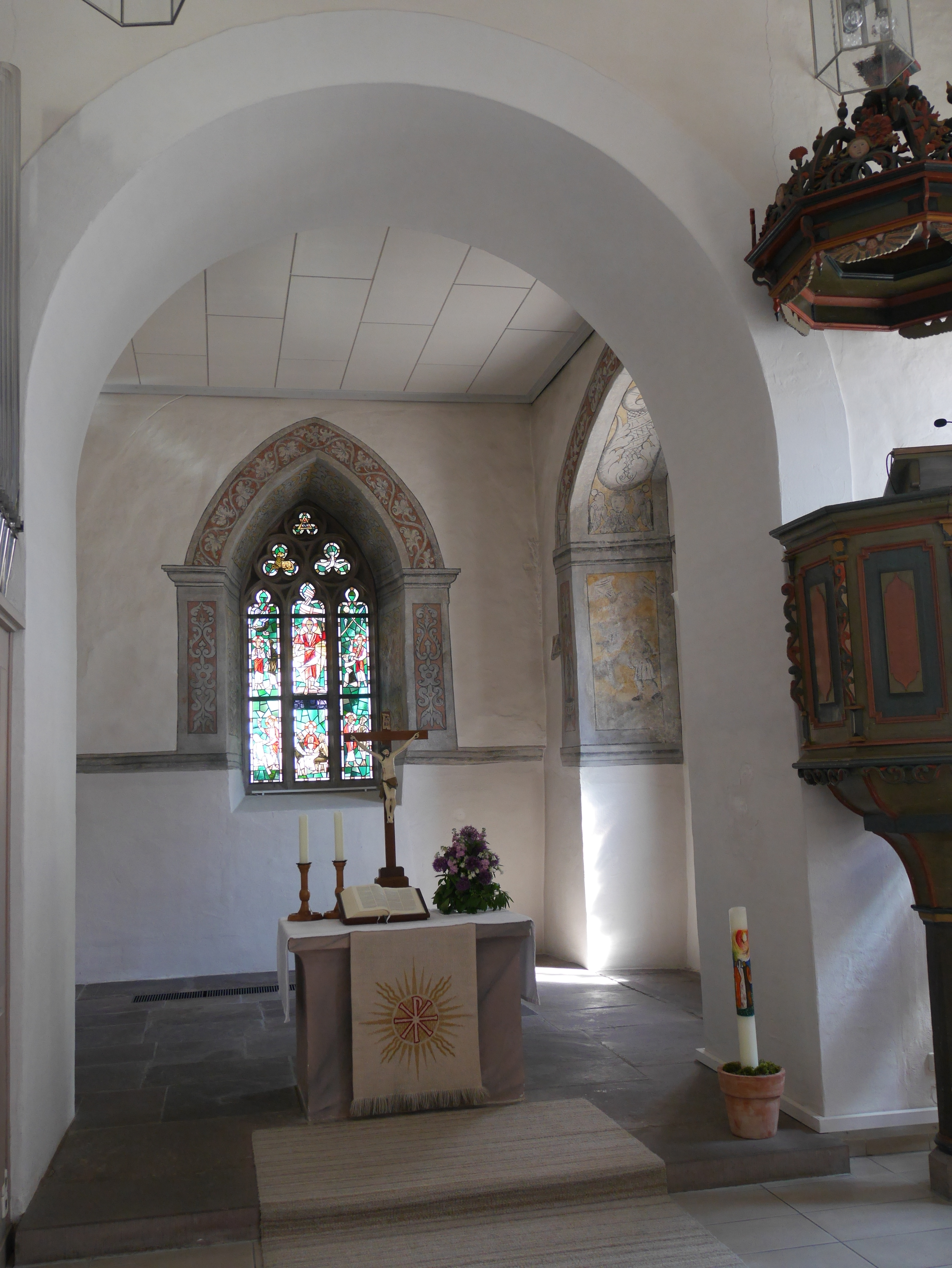
Nikolauskirche Triumphbogen zum Chor

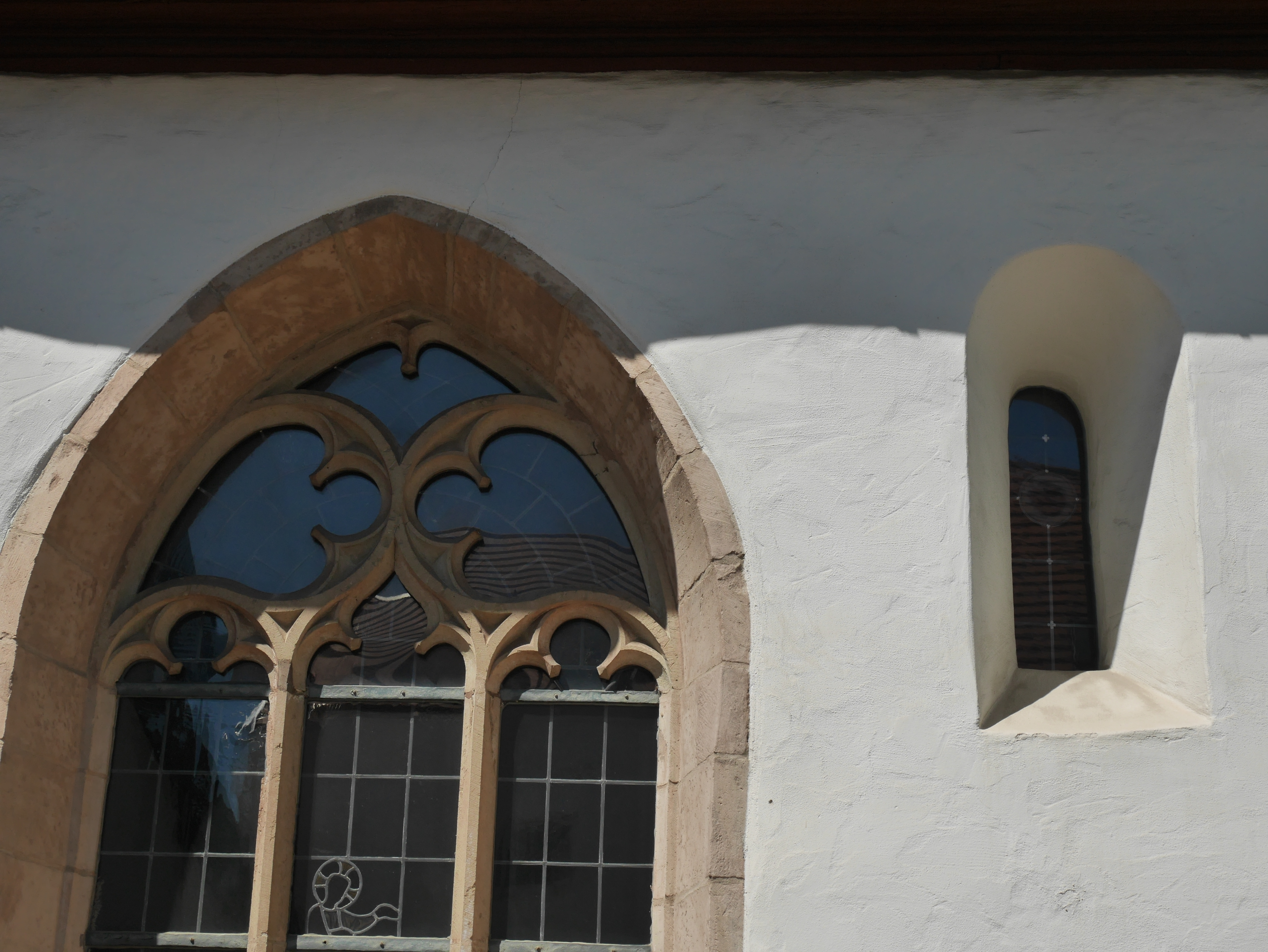
Nikolauskirche Rundbogen Südfenster

Die Appenbergschule, heute eine Grundschule geht in ihrer Tradition bis auf das Jahr 1540 zurück. Die ehemalige Haupt- und Werkrealschule ist Teil der Gemeinschaftsschule Heckengäu.
Darüber hinaus gibt es noch die Kindergärten Wichtelhaus, Villa Kunterbunt und den Waldkindergarten Waschbären, der von Naturkinder e. V. Flacht betrieben wird.

## Sehenswürdigkeiten
- Wahrzeichen des Ortes ist der 22 Meter hohe steinerne Turm aus dem 13. Jahrhundert. Der ehemalige Bergfried ist der letzte erhaltene Rest der ehemaligen Diepoldsburg.
- Die Nikolauskirche wurde im 11. Jahrhundert erbaut und erhielt im 14. Jahrhundert ihre jetzige Form. Die Rundbogenfenster an der Südseite sind noch im romanischen Baustil gefertigt.
- Schloss Hohengeissberg, auch „Schloss Obermönsheim“ genannt, ist ein bewohntes Schloss der Freiherren von Gaisberg. Norman von Gaisberg betreibt den Forst um Mönsheim. Freiherr Eduard von Phull-Rieppurr (1857–1918) starb auf Schloss Obermönsheim, welches von 1787 bis 1918 im Besitz der Familie war.
- Aus dem 15. Jahrhundert stammt die Alte Kelter, die später bis 1966 als Schulgebäude diente.

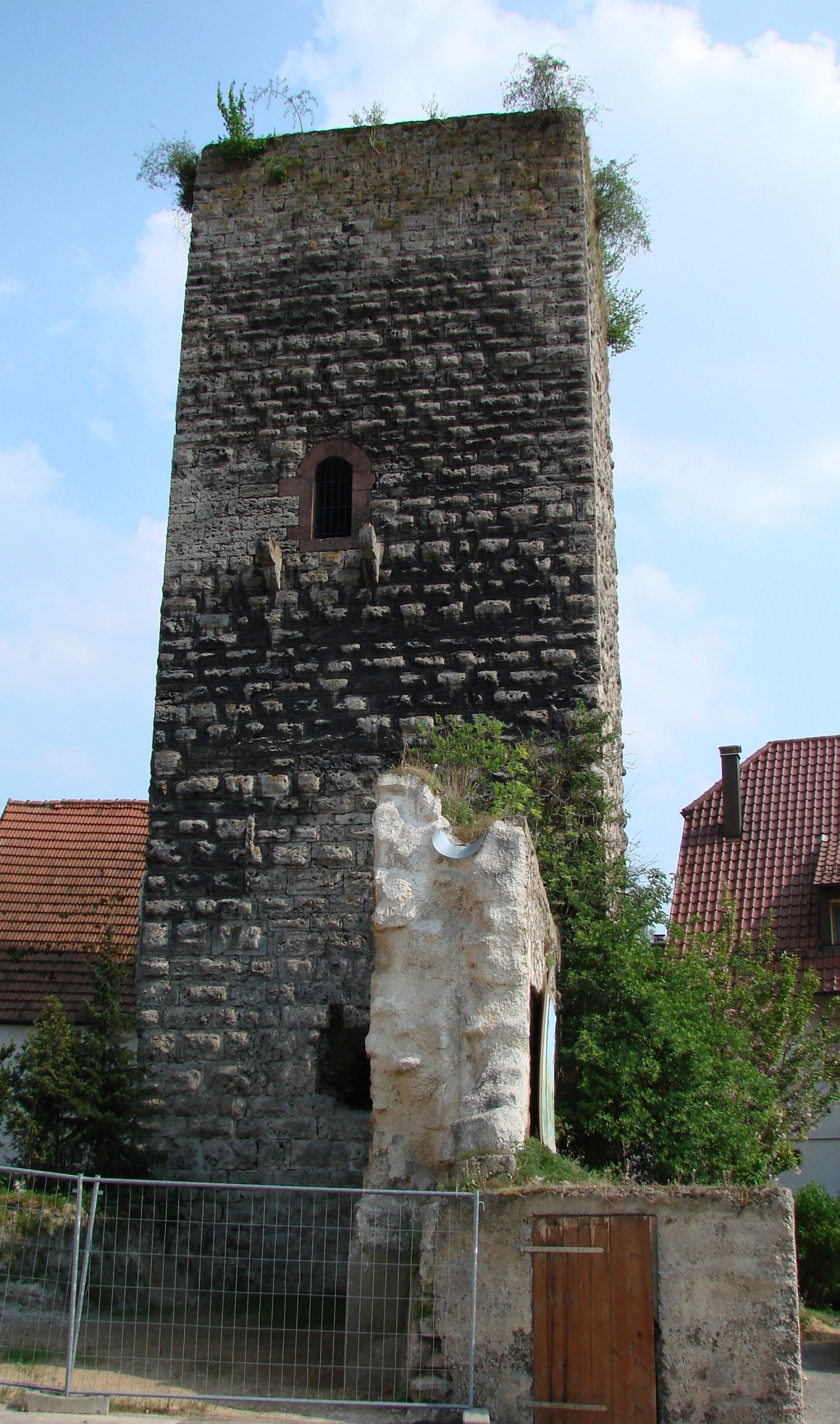
Steinerner Turm
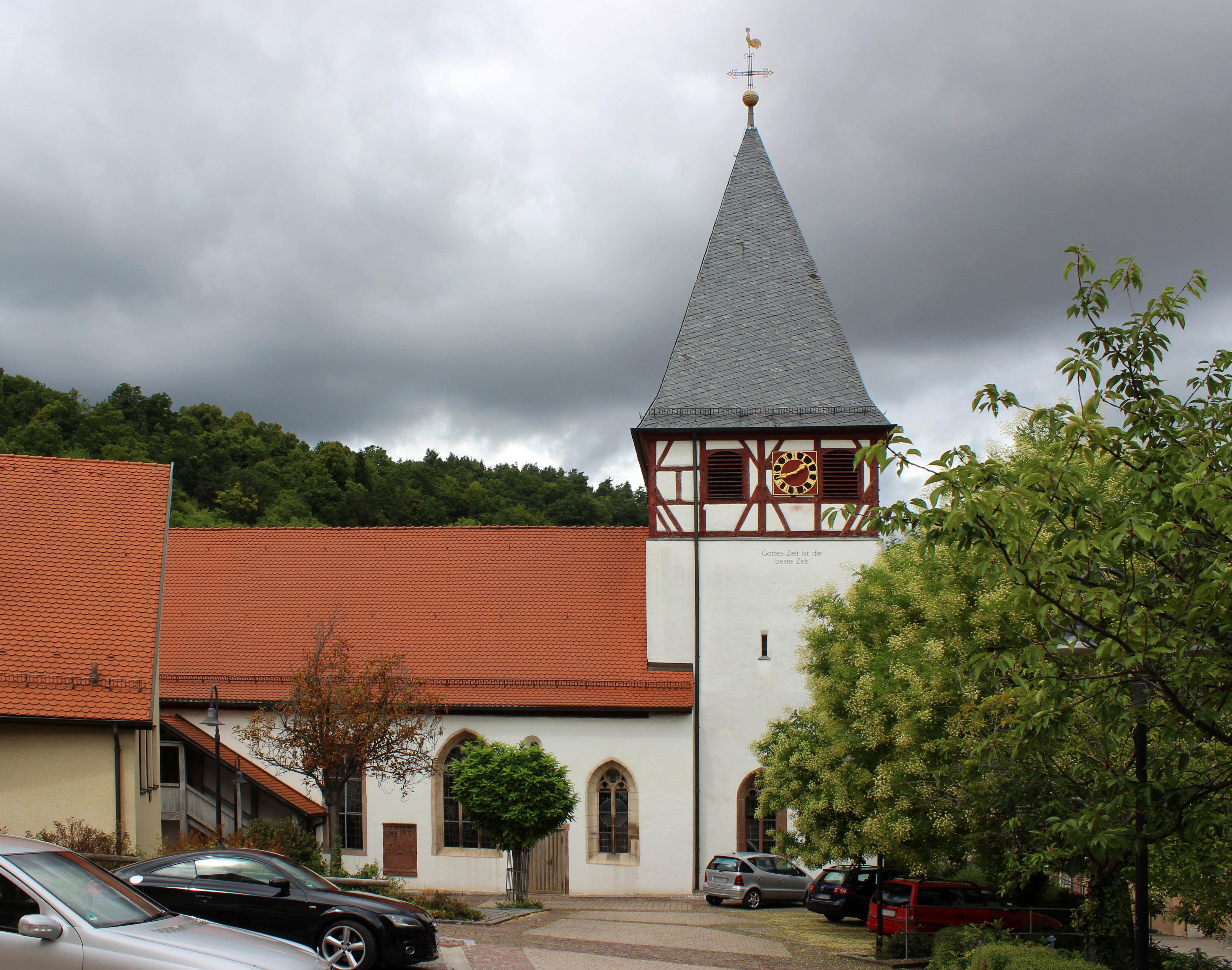
Nikolauskirche
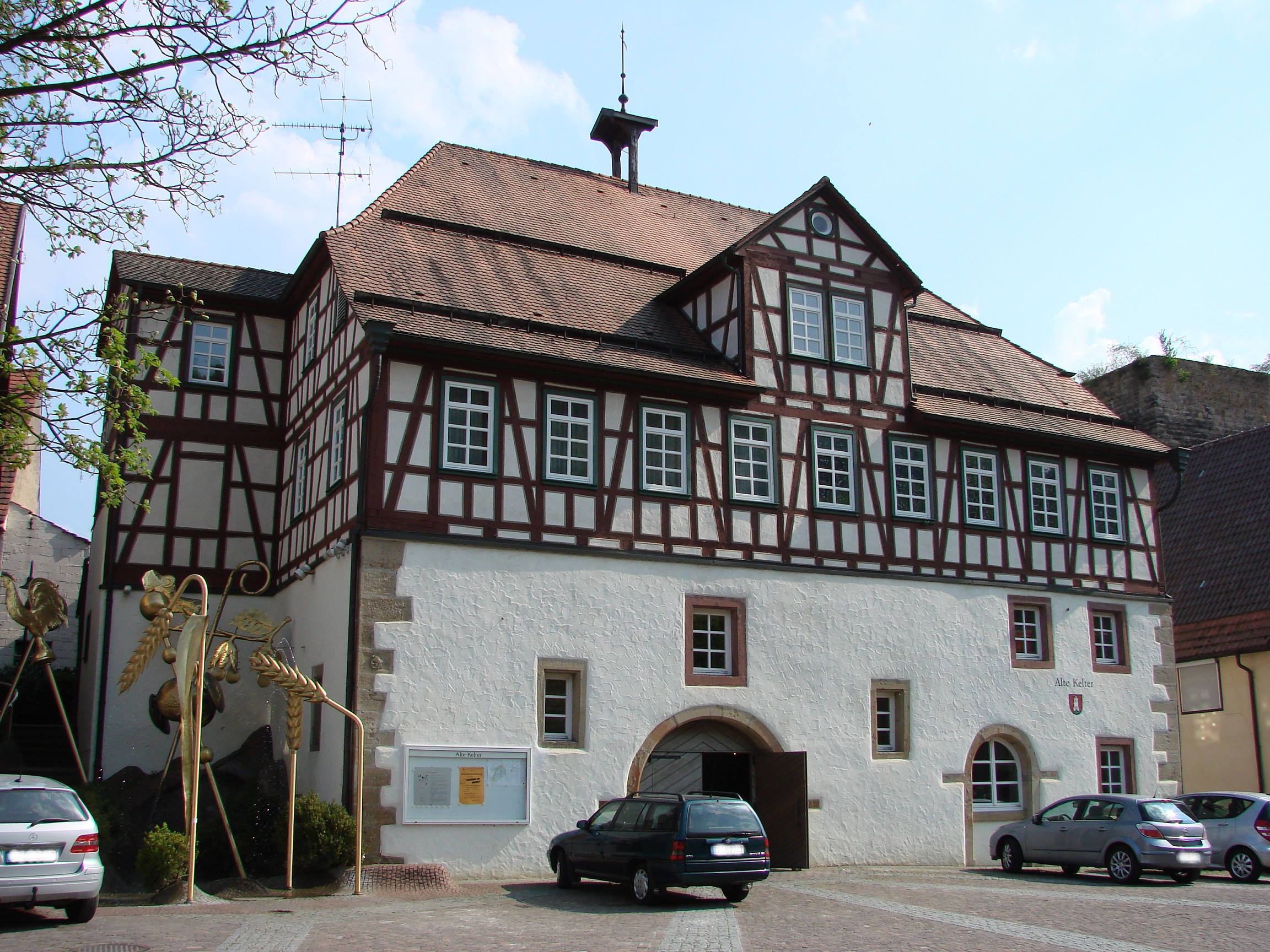
Kelter
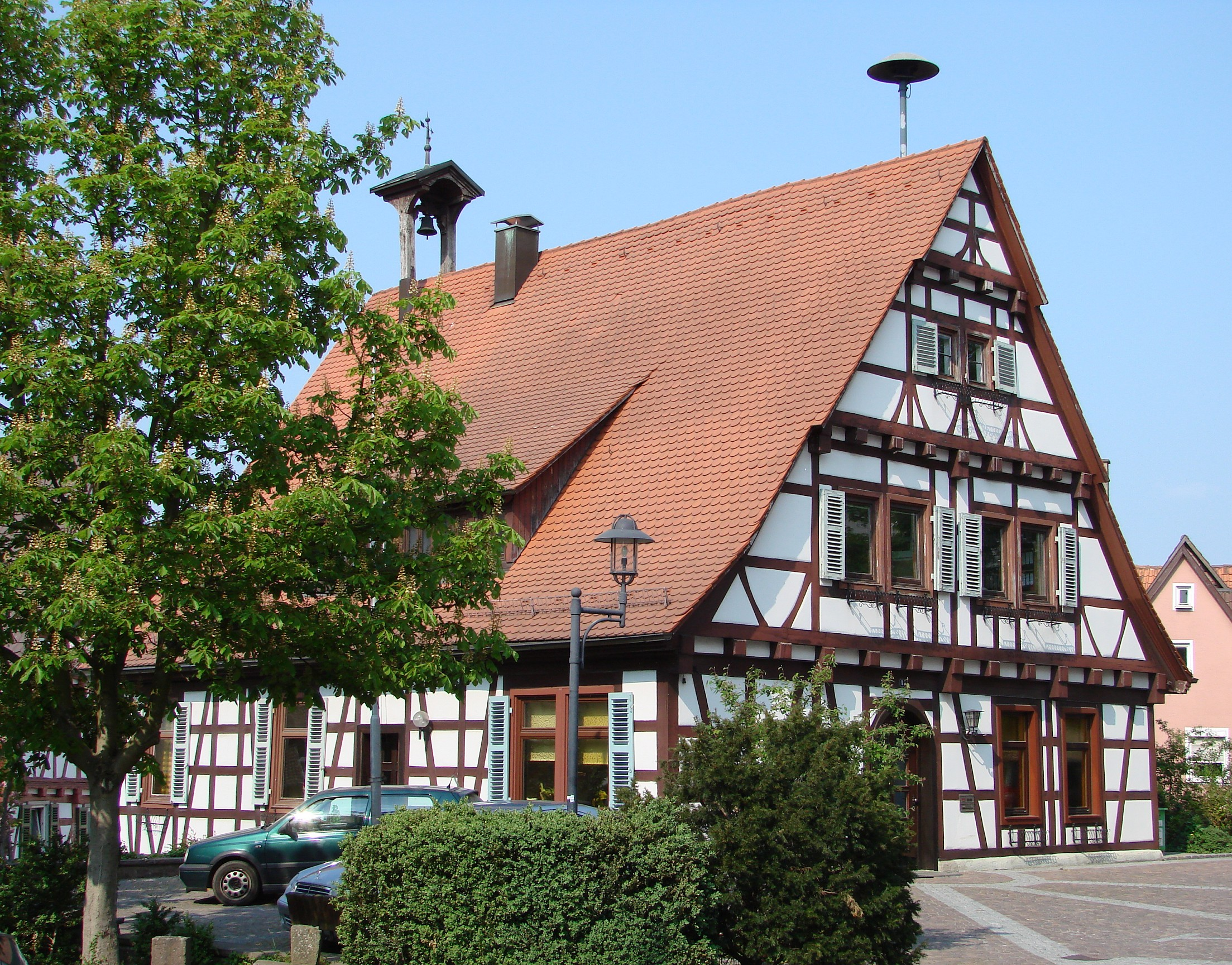
Ehemaliges Rathaus

## Vereine
In Mönsheim gibt es Vereine aus den Bereichen Gewerbe, Hobby/Freizeit, Soziales und Sport, darunter der Stuttgarter Golf-Club Solitude.

### Geschichte der Sportvereine in Mönsheim
Der erste Sportverein in Mönsheim war der Turnverein, der im Jahre 1896 einen Platz von der Gemeinde zur Verfügung gestellt bekam. Dieser Verein bekam später auch einen Platz auf dem Dobel zur Verfügung gestellt, um weitere Sportarten wie Fußball anbieten zu können.
Im Jahre 1912 zeigten sich erste Spaltungserscheinungen, sodass zusätzlich zum Deutschen Turnverein ein Arbeiter-Sportverein gegründet wurde. Nach dem Ersten Weltkrieg bestand lediglich der Arbeiter-Sportverein weiter. In den 1920ern gründete sich der Fußballverein Mönsheim, der fortan auch auf dem Platz auf dem Dobel spielte. Im Jahr 1928/29 wurde von der Gemeinde ein Spielfeld auf dem Appenberg zur Verfügung gestellt, im Jahre 1933 wurde der Arbeiter-Sportverein aufgelöst. 1938 erfolgte die Gründung einer Leichtathletikabteilung. Nach dem Ende des Zweiten Weltkriegs wurde das Gelände auf dem Appenberg von der Militärregierung beschlagnahmt.
Am 20. Oktober 1945 gründete sich der Arbeiter-Turn- und Sportverein nach dem Zweiten Weltkrieg neu. Dieser benannte sich im Jahre 1950 in Spielvereinigung Mönsheim um. Im Jahre 1964 konnte der Verein das Sportgelände auf dem Appenberg wieder erwerben, im Jahre 1974 wurde ein neues Clubhaus gebaut.
1976 wurde der Tennisclub Mönsheim gegründet. Bis 1978 baute der Verein auf dem Appenberg ein Clubhaus und mehrere Tennisplätze, die in der Folgezeit permanent erweitert wurden. Mitte der 1990er wurde mit der Appenbergsporthalle eine neue Sporthalle gebaut, die sowohl von der SpVgg Mönsheim als auch vom Volleyballclub Mönsheim genutzt wird.

## Persönlichkeiten

### Söhne und Töchter der Gemeinde
- Werner Heim (1908–1978), Biologe, Lehrer und Heimatforscher
- Gerhart Rieber (1930–2005), Bildhauer und Drechsler
- Samuel Winkler (1818–1893), Webereiinspektor und Leiter der Webschule Reutlingen[7][8]

### Mit Mönsheim verbunden
- Uwe Skrzypek (* 1970), Oberbürgermeister von Vaihingen an der Enz, war Mitglied des Gemeinderates von Mönsheim